# Ivo de Bellême
Ivo de Bellême también Yves o Ives (Bellême c. 992-Sées 5 de abril de 1070), fue un noble normando hijo de Yves de Bellême y su esposa Godeheut (Godehilde). Señor de Bellême, Alençon y obispo de Sées bajo el ducado de Guillermo el Bastardo.
La figura de Ivo como obispo de Sées se remonta probablemente a 1032-1033 pero no es hasta 1046-1048 que hay seguridad de su presencia en la silla. Orderico Vital ofrece una descripción positiva de Ivo que contrasta con los demás miembros de la familia de Bellême que, bajo la pluma del cronista, acumulan todos los excesos y maldades. Yves lo presenta como grande y bien hecho, conocedor de las cartas, penetrante, espiritual, elocuente y amigo de la paz. La figura de Ivo es pues, la de un eclesiástico bastante implicado en los asuntos temporales, al estilo de sus contemporáneos Odón de Bayeux y Geoffroy de Montbray. Su subida al poder como señor de Bellême es confusa: según Orderico Vital, Ivo, ya obispo, logró este señorío a la muerte de sus hermanos Warin, Roberto, Fulco y Guillermo. Hacia 1047-1048, habría sostenido la revuelta de Arnulfo de Bellême, contra su padre Guillermo II Talvas; este último fue vencido y tuvo que abandonar sus tierras y el dominio habría sido compartido entre Arnulfo y su tío Ivo, obteniendo este último Bellême mientras Arnulfo permanecía en Alençon; seguidamente, hacia 1048/1049, Arnulfo fue asesinado y parece que no fue de hecho hasta entonces que Ivo recibió el castillo de Bellême.
El 1048, Guillermo Soreng y sus tres hijos, se alzaron en rebelión contra Ivo, posiblemente respaldados por partidarios de su hermano Guillermo II Talvas, también enemigos de Arnulfo e Ivo que asolaron la región hasta llegar a Sées y la Catedral de San Gervasio.
En 1049 el obispo participó en el concilio de Reims. El papa León IX lo amonestó seriamente per haber incendiado la catedral. En penitència, Ivo fue obligado a restaurarla. Para conseguir los recursos y materiales necesarios, abandonó Normandia en un largo viaje que le llevó a Apulia y Constantinopla, donde residían muchos normandos que habían hecho fortuna.
De su viaje regresó con una suma considerable y una reliquia de la verdadera Cruz que le dio el emperador romano de Oriente. Hacia 1053 comenzó las obras de la nueva catedral, pero no logró verla acabada; la consagración final fue en 1126 durante el episcopado de Juan de Neuville, con su sobrina Mabel de Bellême y su marido Roger II de Montgomery.